# Сатлыки
Сатлыки (баш. Һатлыҡ) — деревня в Кугарчинском районе Республики Башкортостан Российской Федерации. Входит в состав Юлдыбаевского сельсовета.

## География

### Географическое положение
Расстояние до:
- районного центра (Мраково): 24 км,
- центра сельсовета (Юлдыбай): 7 км,
- ближайшей ж/д станции (Мелеуз): 91 км.

## История
В 2002 году к деревне Сатлыки присоединилась основанная в середине XIX века деревня 2-е Юлдыбаево.

## Население
| 2002 | 2009 | 2010 |
| ---- | ---- | ---- |
| 82   | ↗251 | ↘238 |

Национальный состав
Согласно переписи 2002 года, преобладающая национальность — русские (70 %).